# Titularbistum Azotus
Azotus (ital.: Azoto) ist ein Titularbistum der römisch-katholischen Kirche. 
Der Name geht zurück auf die griechische Bezeichnung für die Stadt Aschdod (griech. Αζωτος). Der antike Bischofssitz lag in der römischen Provinz Palaestina Prima und gehörte zur Kirchenprovinz Caesarea Maritima. 
| Titularbischöfe von Azotus |                                                 | |                    |                   |
| Nr.                        | Name                                            | Amt | von                | bis               |
| 1                          | Johannes de Monte                               | Weihbischof in Trier (Kurtrier)                                                                                                   | 4. September 1419  | 17. Dezember 1442 |
| 2                          | Hubert Yffz OPraem (Hubert Yffz de Rommersdorf) | Weihbischof in Trier (Kurtrier)                                                                                                   | 11. Mai 1450       | 5. Februar 1483   |
| 3                          | Johannes von Eindhoven CRSA                     | Weihbischof in Trier (Kurtrier)                                                                                                   | 27. Februar 1483   | 5. Oktober 1509   |
| 4                          | Johannes Enen                                   | Weihbischof in Trier (Kurtrier)                                                                                                   | 13. November 1517  | 31. Juli 1519     |
| 5                          | Nicolaus Schienen                               | Weihbischof in Trier (Kurtrier)                                                                                                   | 29. Oktober 1519   | 21. August 1556   |
| 6                          | Gregor Virneburg                                | Weihbischof in Trier (Kurtrier)                                                                                                   | 20. Dezember 1557  | 30. Juni 1578     |
| 7                          | Peter Binsfeld                                  | Weihbischof in Trier (Kurtrier)                                                                                                   | 12. Februar 1580   | 24. November 1598 |
| 8                          | Georg von Helfenstein                           | Weihbischof in Trier (Kurtrier)                                                                                                   | 29. Oktober 1599   | 21. Oktober 1632  |
| 9                          | Otto von Senheim OP                             | Weihbischof in Trier (Kurtrier)                                                                                                   | 26. Juli 1633      | 11. November 1662 |
| 10                         | Johannes Holler                                 | Weihbischof in Trier (Kurtrier)                                                                                                   | 27. August 1663    | 20. Januar 1671   |
| 11                         | Giorgio Trivulzio CRSP                          | Weihbischof in Esztergom (Habsburgermonarchie)                                                                                    | 7. November 1678   | 1689              |
| 12                         | Antonio Maria Ghislieri                         | | 6. Juli 1729       |                   |
| 13                         | Giovanni Battista Lambruschini                  | Koadjutorbischof von Genua (Ligurische Republik/Kaiserreich Frankreich)                                                           | 11. August 1800    | 3. August 1807    |
| 14                         | Antônio Rodrigues de Aguiar                     | Prälat von Goiás (Vereinigtes Königreich von Portugal, Brasilien und den Algarven)                                                | 15. März 1815      | 3. Oktober 1818   |
| 15                         | Franz de Paula Pistek (Franz de Paula Pisztek)  | Weihbischof in Prag (Kaisertum Österreich)                                                                                        | 27. September 1824 | 24. Februar 1832  |
| 16                         | Rafael Barišić OFM                              | Apostolischer Vikar von Bosnien (1832–1846) in der Herzegowina (1846–1853) (Osmanisches Reich)                                    | 24. März 1832      | 14. August 1863   |
| 17                         | Ferdinand-Aimé-Joseph-Augustin Dupond MEP       | Apostolischer Vikar von Ostsiam (Thailand)                                                                                        | 9. September 1864  | 11. Dezember 1872 |
| 18                         | Franz Bernert                                   | Apostolischer Vikar in den Sächsischen Erblanden, Apostolischer Präfekt der Oberlausitz (Deutsches Reich)                         | 28. Januar 1876    | 18. März 1890     |
| 19                         | Augustinus Gockel                               | Weihbischof in Paderborn (Deutsches Reich)                                                                                        | 2. Mai 1890        | 11. Mai 1912      |
| 20                         | John Joseph McCort                              | 28. Juni 1912 – 27. Januar 1920 Weihbischof in Philadelphia 27. Januar 1920 – 22. Oktober 1920 Koadjutorbischof von Altoona (USA) | 28. Juni 1912      | 22. Oktober 1920  |
| 21                         | Égide de Bœck CICM (Egide de Boeck)             | Apostolischer Vikar von Nouvelle-Anvers/Lisala (Belgisch-Kongo)                                                                   | 10. März 1921      | 20. Dezember 1944 |
| 22                         | Thomas Tharayil                                 | Koadjutorbischof von Kottayam (Britisch-Indien/Indien)                                                                            | 9. Juni 1945       | 8. Januar 1951    |